# Незнамов, Михаил Александрович
Михаил Александрович Незнамов (род. 6 февраля 1979, Каменск-Уральский, Свердловская область, РСФСР, СССР) — российский серийный убийца, совершивший не менее 5 убийств девушек и женщин, 1 причинение смерти по неосторожности и 1 покушение на убийство с 2000 по 2005 год на территории города Каменск-Уральский (Свердловская область). Истинный масштаб преступных деяний Незнамова неизвестен следователям. Михаилу Незнамову удавалось избегать уголовной ответственности в течение 17 лет. Лишь в феврале 2023 года он был арестован, после чего дал признательные показания, спустя почти 23 года после начала серии убийств. Известен под прозвищем «Каменский душитель». Несмотря на тяжесть совершённых им деяний, Незнамов избежал пожизненного лишения свободы и в конце 2023 года был приговорён к 17 годам лишения свободы.

## Биография

### Детство и юность
Михаил Незнамов родился 6 февраля 1979 года в городе Каменск-Уральский. Детство и юность провёл в социально благополучной обстановке. Детство Незнамова прошло в Красногорском районе Каменска-Уральского. Незнамов рос в девятиэтажном доме на улице Алюминиевой, торец которого выходит на правый берег реки Исети, густо заросшего кустами и камышами, в окрестностях которого он впоследствии совершил все убийства. Незнамов посещал гимназию № 9, которую окончил в середине 1990-х годов. В школьные годы Незнамов ничем не выделялся среди сверстников и не был замечен в проявлении девиантного поведения. После окончания школы Незнамов получил среднее профессиональное образование и в дальнейшие годы зарабатывал на жизнь низкоквалифицированным трудом, периодически совершая кражи.

### Преступления
В период с апреля 2000 по декабрь 2005 года Михаил Незнамов совершил 5 убийств девушек и женщин, сопряжённых с изнасилованиями, а также причинение смерти по неосторожности. Жертвы находились в возрасте от 17 до 29 лет. Незнамов знакомился со своими жертвами на улицах Каменска-Уральского, уводил в безлюдные места, где совершал на них нападения, в ходе которых подвергал изнасилованию и удушению. Для совершения убийств предметы использовал предметы одежды жертв, такие как колготки и джинсы, а также имеющийся при нем собачий поводок. Во время совершения убийств Незнамов на месте преступлений оставил ряд улик и свои биологические следы. Несмотря на это, вплоть до 2022 года он не попадал под пристальное внимание правоохранительных органов.
В 2001 году Незнамов впервые попал в поле зрения милиции. Ему было предъявлено обвинение в причинении смерти по неосторожности. Незнамов был признан виновным и приговорён к 5 годам лишения свободы, но получил условно-досрочное освобождение в конце 2003 года. В 2006 году Михаил был задержан по обвинению в совершении кражи и покушения на убийство. 22 октября 2007 года Незнамов был приговорён к 8 годам лишения свободы. Отбыв в тюремном заключении 5 лет, он снова получил условно-досрочное освобождение в 2012 году.

### Жизнь на свободе
В этот период он вступил в конфликт со своими родителями, вследствие чего был вынужден съехать от них и поселиться в общежитии, которое располагалось в пятиэтажном доме на улице Челябинской в Каменске-Уральском. После переезда Незнамов устроился на одном из предприятии слесарем и женился, но брак продержался недолго. В дальнейшие годы Незнамов стал демонстрировать патологически повышенное половое влечение и половую активность. Большую часть своего свободного времени он посвящал знакомству с девушками, многие из которых становились его сожительницами, которые проживали вместе с ним в его комнате от нескольких дней до нескольких месяцев. Друзьями и знакомыми Незнамов характеризовался неоднозначно. Ряд из них заявляли о том, что Незнамов, будучи экстравертом, являлся добрым, отзывчивым человеком, имевшим склонность переводить любые конфликты в более позитивное русло, в то время как другие характеризовали его как человека, страдающего алкогольной зависимостью, который проявлял халатность в отношении оплаты коммунальных платежей и имел большие задолженности по оплате кредитных займов. Помимо этого, соседи по общежитию утверждали, что Незнамов в состоянии алкогольного опьянения демонстрировал агрессивное поведение и вступал в конфликты с ними и с судебными приставами. В период с июня 2018 до 31 мая 2022 года Михаил был в списке кандидатов в присяжные заседатели Синарского районного суда Каменска-Уральского.

### Разоблачение
На след Незнамова полиция вышла при изучении уголовных архивов. Ещё в 2014 году в Следственном комитете создали отдел по работе с нераскрытыми уголовными делами прошлых лет.
В 2022 году следствие возобновило уголовное дело об убийстве 17-летней Аллы Сапоговой, которая была изнасилована и задушена 9 мая 2000 года. На бюстгальтере девушки преступник оставил следы своей семенной жидкости, однако на тот момент прокуратура и криминалисты свердловского СКР не располагали оборудованием и возможностью провести ДНК-экспертизы. Так как в совершении убийства Сапоговой, как и в совершении убийств других девушек, преступник продемонстрировал выраженный ему образ действия, следствие пришло к выводу, что в городе действовал серийный убийца, и объединило все эпизоды в одно уголовное дело, после чего следователь по особо важным делам первого отдела по расследованию особо важных дел СУ СК по Свердловской области Морис Исакидис санкционировал проведение ДНК-анализа следов семенной жидкости, найденных на бюстгальтере Аллы Сапоговой. По результатам экспертизы было установлено, что генотипический профиль ДНК преступника совпал с генотипическим профилем ДНК Михаила Незнамова, у которого был взят образец крови в середине 2010-х в рамках расследования преступления, которое было совершено недалеко от общежития, где он проживал.

### Арест, следствие и суд
Михаил Незнамов был арестован 4 февраля 2023 года в Каменске-Уральском при силовой поддержке бойцов СОБРа. При задержании он сопротивления не оказал. После ареста Незнамов первоначально отрицал свою вину и отказывался сотрудничать со следствием. Согласно свидетельствам начальника пресс-службы ГУ МВД по Свердловской области Валерия Горелых:
Взаимодействовать с оперуполномоченными и следователями он стал далеко не сразу. Вначале, как киногерой Фокс из легендарного советского блокбастера "Место встречи изменить нельзя", говорил представителям МВД: "Ну, доказывайте!"
Однако спустя несколько дней после ареста Незнамов изменил свою позицию. При посредстве своего адвоката он заключил с прокуратурой соглашение о признании вины. В обмен на снисхождение от суда он согласился сотрудничать со следствием и дал признательные показания по каждому эпизоду, детально описав обстоятельства совершения убийств. В период с февраля по осень 2023 года Незнамов под конвоем принимал участие в проведении следственных экспериментов, целью которых было воспроизведение опытным путём действий, обстановки и других обстоятельств, связанных с совершением убийств. Незнамов заявил, что его первой жертвой стала Алла Сапогова, которую он встретил вечером 9 мая 2000 года, когда она возвращалась с дискотеки. Незнамов уточнил, что после изнасилования девушки он задушил её поясом от её плаща. Последние два убийства Незнамов совершил в сентябре и декабре 2005 года. По словам Незнамова, одну из своих жертв он убил в приступе гнева и ярости после того, как она имела неосторожность в момент нападения сказать о его несостоятельности как мужчины.
На судебном процессе Михаил Незнамов был признан виновным по всем инкриминируемым ему пунктам обвинения, после чего Красногорский районный суд Каменска-Уральского назначил ему уголовное наказание в виде 17 лет лишения свободы. Во время вынесения приговора Незнамов раскаялся в содеянном и попросил прощения у родственников жертв. Приговор вызвал негодование родственников жертв, которые заявили о том, что Незнамов заслуживает высшей меры наказания, однако пресс-служба Красногорского районного суда пояснила:
Осуждённый обвинялся в совершении квалифицированного убийства — части 2 статьи 105 УК РФ, за это преступление законом предусмотрено наказание вплоть до пожизненного лишения свободы. Но есть одно "но" — сроки давности в 15 лет за совершение особо тяжкого преступления к моменту вынесения приговора уже истекли. По закону это исключает возможность назначения пожизненного лишения свободы. Максимально суд мог назначить 20 лет лишения свободы. Но с учётом того, что осуждённый способствовал расследованию и дал исчерпывающие признательные показания, то суд назначил 17 лет из 20 возможных. Это представляется соразмерным и разумным решением.
Сам Незнамов остался доволен приговором. После суда он не стал подавать кассационную жалобу, после чего приговор вступил в законную силу, и Незнамов в ноябре 2023 года был этапирован для отбытия уголовного наказания в одну из исправительных колоний. В 2035 году, по отбытии 12 лет тюремного заключения, Михаил Незнамов имеет право подать ходатайство на условно-досрочное освобождение.

## В массовой культуре
- Документальный фильм «Дело о стаффордширском терьере» из цикла «Охота на маньяка» (2025)